# Erdmann Carl Gustav von Roedern
Erdmann Carl Gustav Graf von Roedern (auch Reder oder Röder) (geb. 13. Januar 1715; gest. 1. Oktober 1783) war ein preußischer Landrat.

## Leben

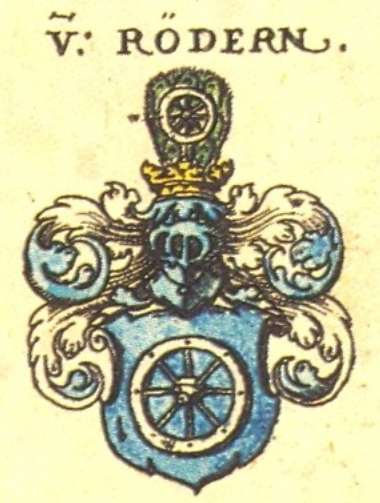
Wappen derer von Redern/Roedern (Schlesien)

Erdmann Carl Gustav Garf von Roedern war Angehöriger des schlesischen Uradelsgeschlecht Roedern. Er war ein Sohn des preußischen Ministers Carl Gustav von Roedern (1691–1778), Erbherr auf Krappitz, Straduna, Dobrau und Kornitz und dessen Ehefrau Johanna Eleonore (1695–1757), geb. Gräfin von Preysing. Ab Mai 1733 studierte er an der Friedrich-Schiller-Universität Jena. 1743 wurde er zum ersten Landrat des Kreises Neustadt in Oberschlesien ernannt. Das Amt übte er bis 1745 aus, Nachfolger wurde 1747 Heinrich Gotthard von Naefe.

## Persönliches
Erdmann Carl Gustav von Roedern saß auf Dobrau und war Erbherr auf Giersdorf und Hohlstein. Er war seit dem 28. Januar 1739 mit Friederike Victorie Sophie (* 1. September 1715; † 19. November 1776), Tochter des Gottfried Wilhelm von Schmettau auf Pommerzig, verheiratet. Aus dieser Ehe gingen folgende Kinder hervor:
- Carl Wilhelm Erdmann (1741–1796)
- Erdmann Gustav (* 30. Mai 1742; † 3. März 1820)
- Gustav Bernhard Friedrich Erdmann (* 29. Dezember 1746; † 17. Juli 1811)
- Alexander Samuel Erdmann (* 7. Januar 1753; † 31. März 1825)
- Ludwig Albrecht Julius Erdmann (* 19. Juni 1755; † 31. Januar 1814)
- Carl Friedrich Christian Waldemar Erdmann (1758–1795)